# Slugger
Slugger, ett musikalbum av Ulf Lundell som släpptes 28 oktober 1998. Albumet har sålt guld.

## Låtlista
1. "Om jag hade henne" - 3.49
2. "Ärrad & bränd" - 5.09
3. "Glans" - 5.02
4. "Man igen" - 4.59
5. "Slugger" - 7.38
6. "Stum av beundran" - 2.39
7. "Vart än du reser" - 4.54
8. "Folk" - 5.25
9. "Vägen ut" - 12.16
10. "Stampa på den" - 3.22

## Medverkande
- Ulf Lundell - sång, gitarrer, munspel, piano
- Janne Bark - gitarrer, sång
- Jerker Odelholm - bas
- Magnus "Norpan" Eriksson - trummor

## Listplaceringar
| Lista (1998) | Topplacering |
| ------------ | ------------ |
| Norge        | 30           |
| Sverige      | 1            |